# Chiesa di Santa Cristina (Lena)
Santa Cristina de Lena è una chiesa preromanica asturiana, costruita a metà del secolo IX e situata nel comune di Lena, nelle Asturie.

## Situazione
Si trova a 35 km a sud di Oviedo e a 3,5 di Pola de Lena attraverso la A 66, su una collina della parrocchia di Felgueras vicino a Vega del Rey, che domina la valle del rio Lena.
Esiste una fermata della ferrovia della Renfe, molto vicino a Santa Cristina (stazione de La Cobertoria),

## Storia
Può corrispondere probabilmente all'antica fondazione dei Santi Pietro e Paolo di Felgueras del secolo IX, essendo visigota la sua origine. La sua attuale struttura risale al IX secolo, anno 852, sotto il re Ramiro I delle Asturie, per cui la si classifica come "architettura ramirense", al pari dei monumenti del Monte Naranco.
Il 28 novembre 1793 Gaspar Melchor de Jovellanos giunge a cavallo fino alla chiesa, la "scopre" estasiato e realizza sul terreno un disegno. Questo momento sarà fondamentale per la conoscenza generale della chiesa.
Fu catalogata come Monumento storico artistico nel 1885. 

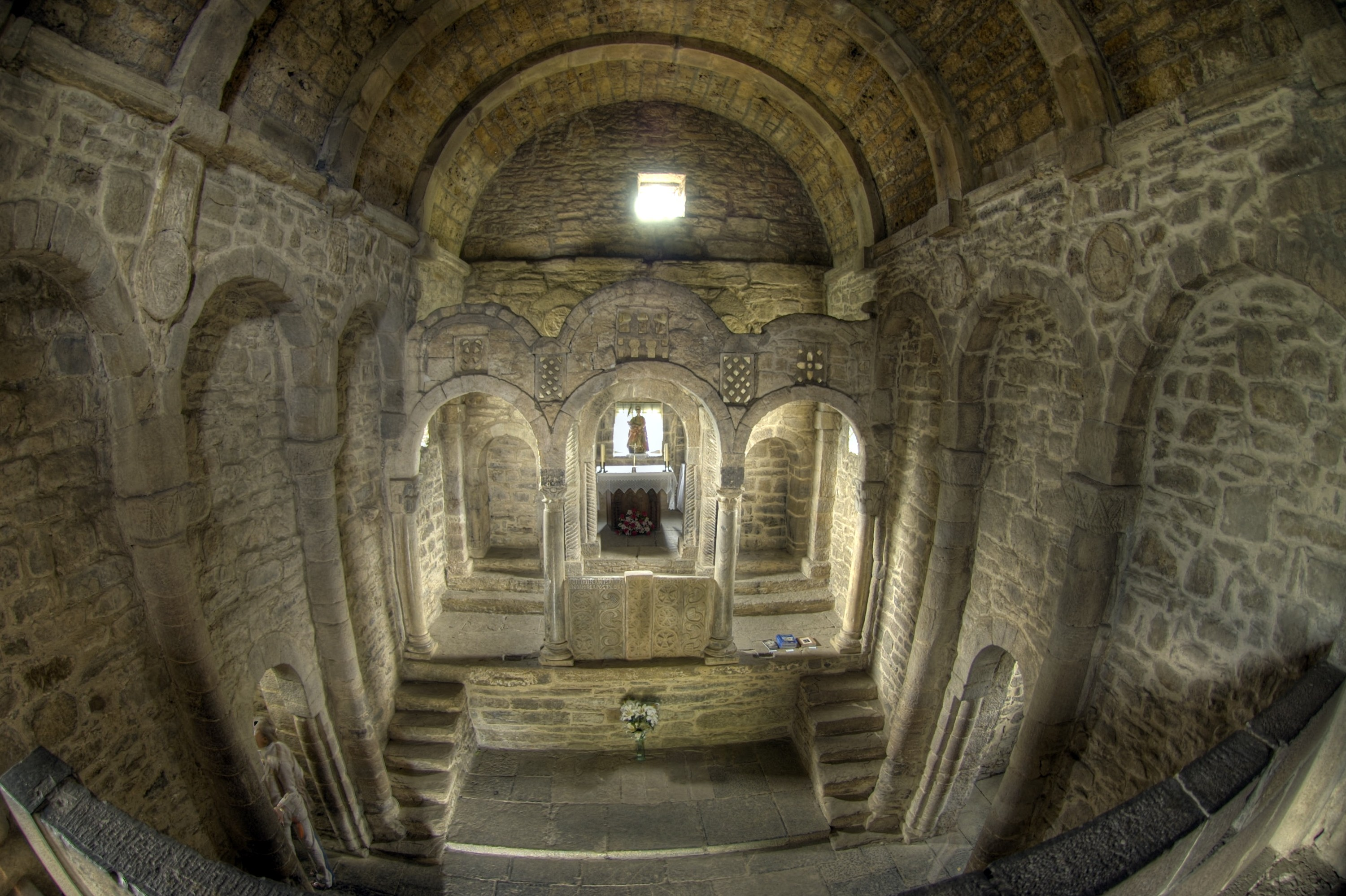
La navata e la cappella.

Più importanti furono gli interventi della metà del XX secolo. Nel novembre del 1950 furono approvate opere urgenti per l'importo di 5.000 peseta e affidato l'incarico all'architetto Luis Menéndez Pidal. Il medesimo realizzerà le opere definitive per un importo di 20.000 peseta.. Esse consistettero sostanzialmente in uno scavo all'ingresso del monumento per ribassare il piano terra e impedire l'entrata dell'acqua nel medesimo, terminare il campanile a vela ed effettuare un completo rifacimento.
La tradizione orale dice che durante la rivolta del 1934 i minatori abbiano utilizzato la chiesa come fortificazione provvisoria per difendersi dalle forze governative. Un proietto danneggiò l'angolo sudest, la porta del complesso e parte della volta..  Se è stato così, è probabile che le opere del 1950 abbiano eseguito le riparazioni mancate.
La comunità autonoma del Principato delle Asturie delimitò le protezioni della chiesa nel 2009. Questa stessa comunità realizzò nuove opere nel 2012. Esse consistettero nel miglioramento della copertura e il rinforzo e restauro delle pareti del tempio. Inoltre furono cambiate le porte-finestre del tempio e fu migliorato l'intorno..
L'UNESCO ha dichiarato la chiesa di Santa Cristina di Lena parte del Patrimonio dell'umanità "Monumenti di Oviedo e del Regno delle Asturie" nel dicembre 1985.

## Architettura

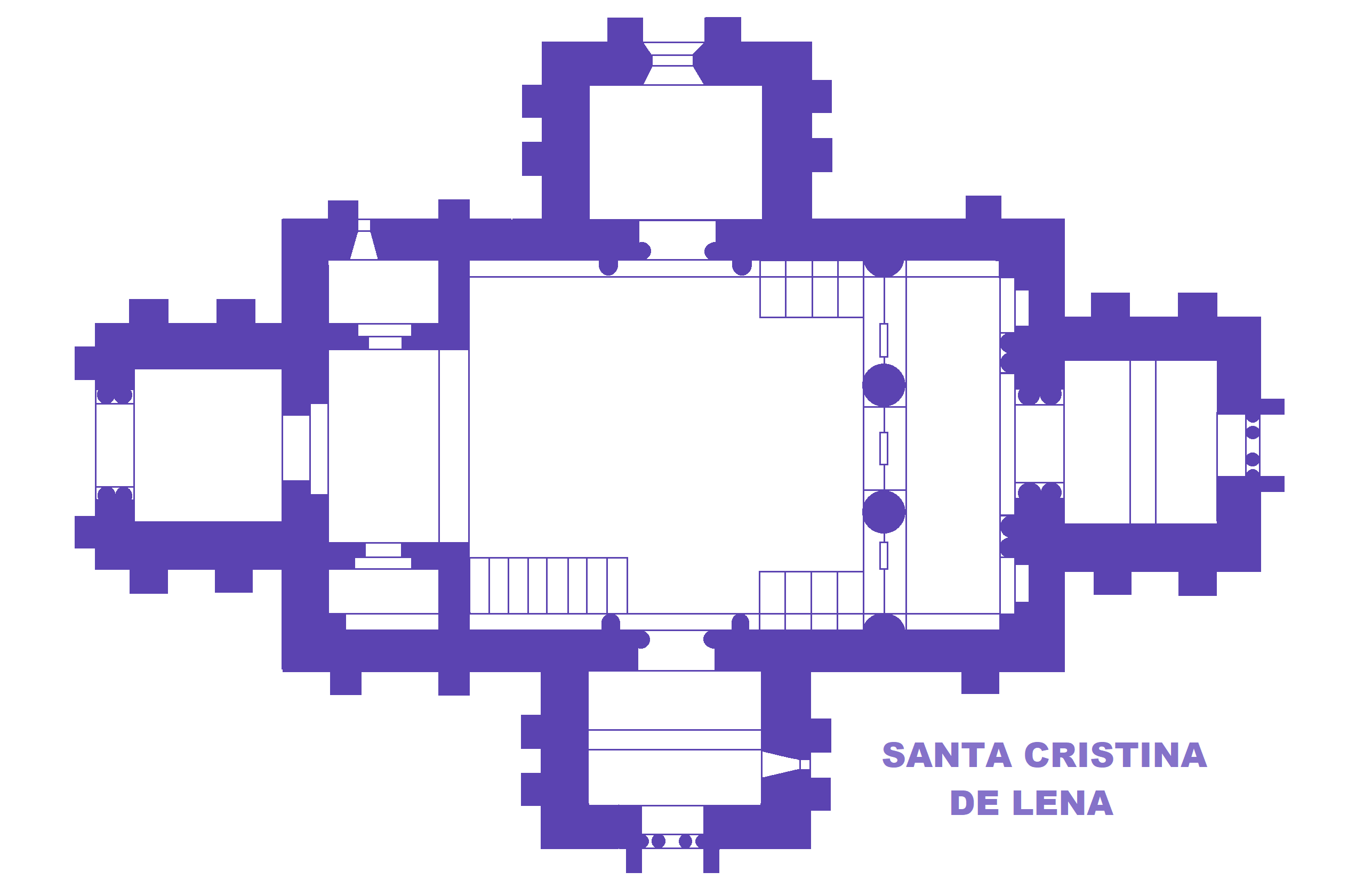
Pianta della chiesa.

Questo piccolo edificio con pianta a croce greca, insolita nell'architettura delle Asturie, segue i parametri tradizionali: consta di cinque segmenti di forma quadrangolare, definiti dagli archi ciechi che si appoggiano su paraste che percorrono i muri laterali di cui fanno parte.
L'ingresso è più basso dell'altare. Il tipo di volta usata è quella a botte, che poggia su archi ciechi, rafforzati all'esterno da contrafforti.
La chiesa ha nartece e iconostasi, formata da tre archi di pietra che poggiano su quattro capitelli, a loro volta su quattro colonne di marmo chiuse da transenne di forma rettangolare, che separa il presbiterio dalla navata. Dal fondo si può vedere l'iconostasi che segue il modello dell'arte di Ramiro I, anche se nella decorazione si possono ammirare motivi visigoti.

## Festa
Tutti gli anni, nell'ultima domenica di luglio, alle 12 e 30, si celebra una festa popolare all'esterno della chiesa. A essa partecipano gli abitanti della città e delle frazioni vicine. A fine della messa vi è un'asta di pani che vengono offerti in onore della santa. Questa cerimonia prende il nome di puya 'l ramu.